# Reserva Biologica Los Cedros
Reserva Biologica Los Cedros är ett naturreservat i Ecuador.   Det ligger i provinsen Imbabura, i den norra delen av landet, 70 km norr om huvudstaden Quito.